# Rheingold (album, Grave Digger)
Rheingold je jedenácté studiové album německé heavymetalové hudební skupiny Grave Digger. Vydáno bylo 26. května 2003 u vydavatelství Nuclear Blast. Album je konceptuální, jako inspirace posloužila opera „Prsten Nibelungův“ od Richarda Wagnera.

## Seznam skladeb
1. „The Ring“ – 1:48
2. „Rheingold“ – 4:02
3. „Valhalla“ – 3:48
4. „Giants“ – 4:37
5. „Maidens of War“ – 5:48
6. „Sword“ – 5:03
7. „Dragon“ – 4:07
8. „Liar“ – 2:46
9. „Murderer“ – 5:37
10. „Twilight of the Gods“ – 6:42
11. „Hero“ – 6:34
12. „Goodbye“ – 4:18

## Obsazení
- Chris Boltendahl – zpěv
- Manni Schmidt – kytara
- Jens Becker – basa
- Stefan Arnold – bicí
- H. P. Katzenburg – klávesy